# (400021) 2006 PZ10
(400021) 2006 PZ10 es un asteroide perteneciente al cinturón exterior de asteroides, descubierto el 13 de agosto de 2006 por el equipo del Near Earth Asteroid Tracking desde el Observatorio del Monte Palomar, Estados Unidos.

## Designación y nombre
Designado provisionalmente como 2006 PZ10.

## Características orbitales
2006 PZ10 está situado a una distancia media del Sol de 3,967 ua, pudiendo alejarse hasta 5,082 ua y acercarse hasta 2,853 ua. Su excentricidad es 0,280 y la inclinación orbital 2,365 grados. Emplea 2887,03 días en completar una órbita alrededor del Sol.

## Características físicas
La magnitud absoluta de 2006 PZ10 es 15,7.